# Aphnaeus ugandae
Aphnaeus ugandae är en fjärilsart som beskrevs av Henry Stempffer 1961. Aphnaeus ugandae ingår i släktet Aphnaeus och familjen juvelvingar. Inga underarter finns listade i Catalogue of Life.